# Zimmerius improbus
Zimmerius improbus е вид птица от семейство Tyrannidae.

## Разпространение
Видът е разпространен във Венецуела и Колумбия.